# Lansford Spence
Lansford Spence (Hanover, 15 dicembre 1982) è un ex velocista giamaicano.

## Palmarès
| Anno | Manifestazione          | Sede          | Evento      | Risultato | Prestazione | Note |
| ---- | ----------------------- | ------------- | ----------- | --------- | ----------- | ---- |
| 2002 | Giochi CAC              | San Salvador  | 400 m piani | Argento   | 46"31       |      |
| 2002 | Giochi CAC              | San Salvador  | 4×400 m     | Argento   | 3'01"81     |      |
| 2003 | Giochi panamericani     | Santo Domingo | 4×400 m     | Oro       | 3'02"02     |      |
| 2005 | Campionati CAC          | Nassau        | 400 m piani | Oro       | 45"29       |      |
| 2005 | Mondiali                | Helsinki      | 4×400 m     | Bronzo    | 2'58"07     |      |
| 2006 | Giochi del Commonwealth | Melbourne     | 400 m piani | 8º        | 45"79       |      |
| 2006 | Giochi del Commonwealth | Melbourne     | 4×400 m     | Bronzo    | 3'01"94     |      |
| 2007 | Campionati NACAC        | San Salvador  | 4×400 m     | Argento   | 3'02"02     |      |
| 2011 | Mondiali                | Taegu         | 4×400 m     | Bronzo    | 3'00"10     |      |
| 2011 | Giochi panamericani     | Guadalajara   | 200 m piani | Argento   | 20"38       |      |